# 존 매클레인 (영화 감독)
존 매클레인(영어: John Maclean)은 스코틀랜드의 영화 감독이다. 2015년 영화 마이클 패스벤더 주연의 《슬로우 웨스트》로 감독에 데뷔하였다. 이전에는 스코틀랜드에서 밴드 활동을 했었다.

## 연출 작품 목록
- 피치 블랙 하이스트(2012, 단편) - BAFTA 단편 영화상 수상
- 슬로우 웨스트(2015)